# Christian Moullec
Christian Moullec, né le 14 janvier 1960 à Lorient, est un ornithologue et réalisateur de documentaires animaliers, connu pour avoir guidé des oies naines avec un ULM en 1999, leur permettant d'apprendre un itinéraire de migration de Suède en Allemagne qui évite les dangers (aéroports, fils électriques, chasseurs…) et la pollution lumineuse,,. Il s'est inspiré de cette aventure pour écrire le scénario du film Donne-moi des ailes, réalisé par Nicolas Vanier en 2019.

## Biographie
Météorologiste de formation, mais passionné par les oiseaux depuis l'enfance, il hiverne sur l'île Amsterdam en 1988 et participe à une campagne de baguage d'albatros et en profite pour observer diverses espèces d'oiseaux marins. L'année suivante, il commence une nouvelle mission de quatre ans à Saint-Pierre et Miquelon, où il rencontre sa femme Paola et filme diverses espèces d'oiseaux, dont des aigles à tête blanche. À l'issue de cette mission, ils reviennent tous deux dans le Cantal.

### Vols en ULM avec les oiseaux
Christian Moullec propose des baptêmes en ULM avec ses propres oiseaux apprivoisées depuis l'aérodrome de Coltines-Saint-Flour dans le Cantal. Cet ULM spécifique avec les passagers assis à l'avant permet au passager de caresser les oiseaux en vol. Infos : https://www.voleraveclesoiseaux.com/

### Famille
Il rencontre sa femme Paola à Saint-Pierre-et-Miquelon. Ils ont trois enfants.